# 올레나 코스테비치
올레나 드미트리우나 코스테비치(우크라이나어: Оле́на Дми́трівна Косте́вич, 1985년 4월 14일~)는 우크라이나의 사격 선수로 주 종목은 공기권총과 권총이다. 2004년 하계 올림픽에서 10m 공기권총 부문 금메달을 획득하였으며 2012년 하계 올림픽에서 10m 공기권총과 25m 권총 동메달, 2020년 하계 올림픽에서 공기권총 혼성전에서 동메달을 획득했다. 또한 2002년 세계 선수권 대회에서 10m 공기권총 금메달을 획득했다. 